# Android標準ブラウザ

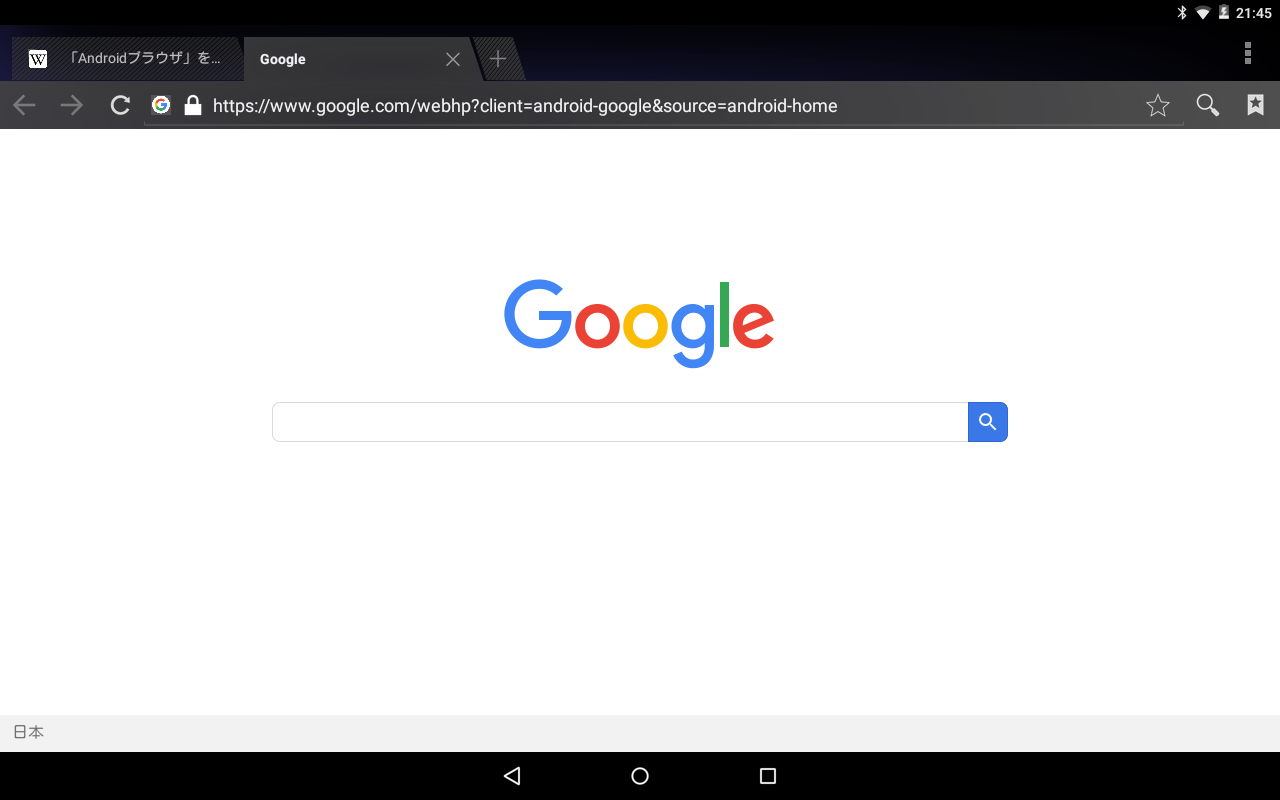
Android標準ブラウザで開いたgoogle.comのスクリーンショット

Android標準ブラウザまたはAOSP Browser（エーオーエスピー・ブラウザ）はGoogleが開発し、レンダリングエンジンとしてWebKitまたはBlinkのいずれかを使用するブランド化されていないオープンソースのウェブブラウザである。
Android 4.4以前に搭載されていたバージョンではAndroid OSの一部という扱いであり、端末ベンダー提供のパッチ適用によって更新されていたが、Android 5.0以降は「AndroidシステムのWebView」として、Android OSとは別にGoogle Playストア経由で更新できるようになった。

## 概要
Android用にGoogle Chrome for Androidが公開される前まで標準搭載されていたブラウザであった。Chrome for Androidの正式版が公開された2012年6月28日以降は、Chromeが標準搭載されていることが多いが、Chromeの代わりに、またはChromeに加えてAndroid標準ブラウザが引き続き含まれることがあり、現在も搭載されている端末が存在する。
アプリのパッケージ名はcom.android.browser。
Android端末にプリインストールされている端末上では単に「ブラウザ」とラベル付けされていることが多く、現在ではGoogleによってPlayストア認定を受けていないデバイス、またはLineageOSなどのサードパーティROMでフラッシュされているデバイスでよく見られる。
Android 4.4以降に搭載されているブラウザはChromiumをベースとしたバージョンに移行しており、WebKitをベースとしたバージョン4.3以前はすでにサポートが終了している。
Google Chromeとは異なり、端末ベンダーによるカスタマイズが可能なため、バージョンごとのばらつきが大きいことも特徴である。

## ライセンス
Android標準ブラウザのソースコードは、Androidと同様にオープンソースライセンスであり、改変も自由である。基本的にソースコードのライセンスは、Apache License 2.0に準じるため、Android及びAndroid標準ブラウザを採用した企業・個人が改変部や付加部分をGPLのように公開する必要はない。ただし、WebKitのライセンスはLGPLであり、カーネルとそのライブラリなどのLinuxに基づく部分のライセンスはGPLであるため、公開が求められる。
Google Chromeなどの一部のGoogle製アプリケーションは、Androidと密に連携しているがプロプライエタリなライセンスで提供されている。これらのGoogle製アプリケーションはGoogle Mobile Service認証をGoogleから受けた端末に対してのみ供給され、それらの端末でのみ動作が認められるため、Googleによる許諾を得ていないデバイスでChromeの代わりにAndroid標準ブラウザが搭載される場合もある。

## AndroidシステムのWebView
Androidアプリには、（アプリとしての）ブラウザを呼び出すことなく、自身の中でWebページあるいはWebアプリを表示するものが存在する。これは通常「WebView」と呼ばれるコンポーネントによって実現されている。
Android 4.4以前の場合、WebViewはOSに組み込まれたシステムであり、システムアップデートでWebViewの修正や機能追加に対応していたが、システムアップデートの際にファイルサイズが大きくなり、さらに端末の再起動なども必要となり、当時のHTML5のような最新のWeb技術の実装が遅れることがあった。
Android 5以降ではこの問題を改善して頻繁にセキュリティ修正を行うことができるように、AndroidシステムのWebViewとして、Android OSとは別にGoogle Playストア経由で更新するようになった。なお、このWebViewはChrome for Androidとは異なる。
Android 7以降ではWebView の機能が Chrome for Android に統合されたため、Chrome for Android がインストールされていれば、Android System WebViewが不要となった。
しかし、Android 10では再びChrome for AndroidとAndroid System WebViewが再分離され、Webviewのアップデート処理もChromeとは別に行われるようになった。

## 経緯

### AOSP Browser 1
AOSP Browserの開発は、Androidと同様に2003年にAndroid Inc.によって開始された。なお、Android Inc.は、2005年にGoogleに買収されている。
バージョン1.5では、Webページのコピーアンドペーストが出来るように拡張された。

### AOSP Browser 2
AOSP Browser 2は2009年10月26日にAndroid 2.x向けに公開された。新しいブラウザのユーザーインターフェースと、さらなるHTML5のサポートが行われている。
バージョン2.2からは、新たにAdobe Flashに対応した。

### AOSP Browser 3
AOSP Browser 3はAndroid 3.x向けに2011年2月22日に公開された。Android 3はタブレット向けに設計されたバージョンであるため、AOSP Browserもタブレット向けのUIとなっている。また、新たにHTML Media Captureに対応している。

### AOSP Browser 4
AOSP Browser 4はAndroid 4.x向けに2011年10月18日に公開された。Android 4.xではスマートフォン向けと、タブレット向けのUIが統合されたため、ブラウザでもスマートフォン向けUIが復活している。AOSP Browser 4では、HTML5ビデオの改善、スクロールおよびズームの速度の改善、HTML5/CSS3/Canvasアニメーションの速度の改善、テキスト入力の改善、JavaScript (V8) の速度の向上、HTML5 Media Capture対応、Adobe Flashの廃止などが行われている。また、Googleアカウントを経由してブックマークを同期したり、サイトをオフラインで保存したりできるようになった。

### AOSP Browser 4.4
AOSP Browser 4.4は2013年10月31日に公開された。AOSP Browser 4.4では、WebViewでWebKitを採用しなくなり、ChromiumベースのWebViewに置き換えられた。しかし、WebGL, WebRTC, WebAudio, Fullscreen API, Form validationなどは非対応のままである。また、このバージョン以降のブラウザでは一部の機能が削除されている。

### AOSP Browser 5
AOSP Browser 5は2014年6月26日に公開された。このバージョン以降のブラウザでは使用されるWebViewがAndroidシステムのWebViewによって更新されるようになった。